# BBC Mundo
 (octobre 2024).
BBC Mundo (espagnol pour BBC World) est une des antennes en langue étrangère du service BBC World, et est l'une des quarante langues proposées par l'émetteur. 

## Description
BBC Mundo est le service de la BBC destiné au monde hispanophone. Il fait partie de BBC World Service. Le site Web propose des nouvelles, des informations et des analyses sous forme de texte, d’audio et de vidéo. 
BBC Mundo tire parti de la force de la BBC en matière de collecte de nouvelles internationales, qui compte des journalistes dans plus de lieux que tout autre diffuseur international d'informations[réf. nécessaire]. 

## Implantation
BBC Mundo a son siège au cinquième étage de la New Broadcasting House de la BBC à Londres. Le service espagnol de la BBC dispose également d'une salle de presse à Miami, de bureaux à Buenos Aires et au Mexique et de journalistes à Washington, Los Angeles, La Havane, Caracas et Bogota, Santiago, Quito, Lima et Madrid. 